# Litauische Kirche (Tilsit)
Die Litauische Kirche (auch Landkirche) war ein evangelisches Gotteshaus in der ostpreußischen Stadt Tilsit (heute russisch: Sowetsk). Sie wurde 1757 in ovalem Grundriss erbaut und mit einem Turm gekrönt. Bis 1945 diente sie den Litauern in Tilsit und mehr als 30 Kirchspielorten beiderseits der Memel für Gottesdienste.

## Lage
Das alte kulturelle Zentrum Preußisch Litauens liegt heute im Norden der Oblast Kaliningrad. Die Memel (russisch Neman) bildet die Grenze nach Litauen. Die russischen Fernstraßen A 198 und A 216 treffen hier zusammen. In Sowetsk endet die Bahn von Kaliningrad. Die Kirche stand in der südöstlichen Altstadt nördlich des Schlossmühlenteiches.

## Gebäude

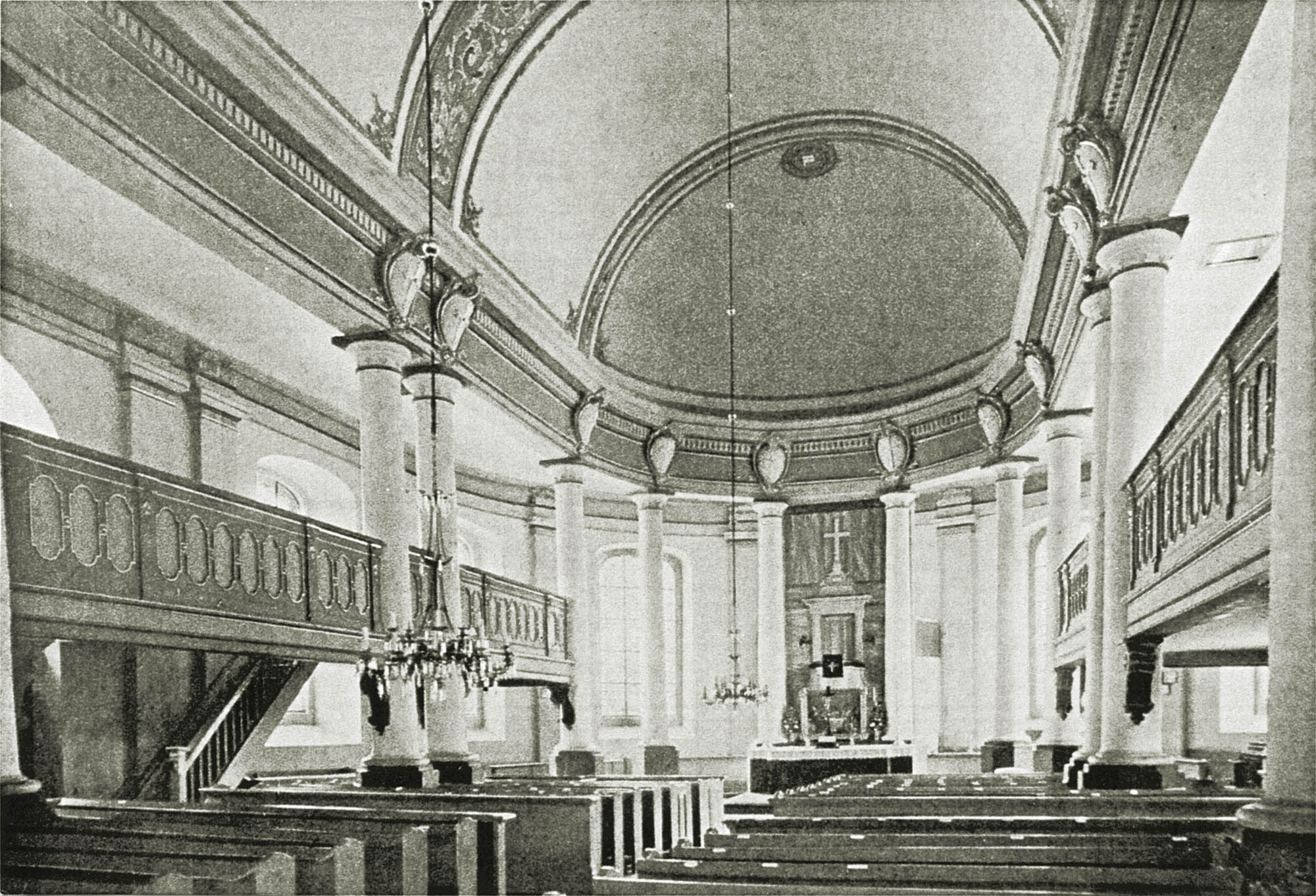
Innenraum

Bevor in Tilsit eine Kirche für die litauische Bevölkerung gebaut wurde, sollen die Gottesdienste von einem „Predigtstuhl“ aus gehalten worden sein. Die dann erbaute Litthauische Kirche war ein Fachwerkbau ohne Turm und Glocken. Sie wurde während des Neubaus der Deutschen Kirche (1598 bis 1612) auch von der deutschen Bevölkerung genutzt. Nach mehreren Reparaturen im 17. und im beginnenden 18. Jahrhundert musste das Kirchengebäude wegen Baufälligkeit abgerissen werden.
Durch einen Neubau nach den Plänen des Landbaumeisters Karl Ludwig Bergius wurde das alte Gotteshaus 1757 ersetzt. Die neue Kirche war von ovalem Grundriss und mit einem turmartigen Dachreiter versehen. Im Innern trugen auf Postamenten stehende toskanische Säulen das hölzerne Tonnengewölbe. Die Seitenschiffe waren flach gedeckt.
An der Ostwand der Kirche stand ein schlichter Kanzelaltar. Er war in die Säulenarchitektur einbezogen. In den Jahren 1853 und 1927 fanden umfangreiche Wiederherstellungsarbeiten in und an der Kirche statt.
Die Orgel aus der Werkstatt Sauer in Frankfurt (Oder) wurde am 9. September 1860 eingeweiht.
Im Jahre 1818 erhielt die Kirche zwei Glocken aus der Königsberger Gießerei Corpinus. 1892 sprang die eine Glocke und wurde 1893 von Reschke in Rastenburg (heute polnisch: Kętrzyn) umgegossen. Die andere Glocke wurde später durch einen Guss von der Schillingschen Glockengießerei in Apolda ersetzt.
Das Kirchengebäude überstand die Eroberung Tilsits 1945 ohne Beschädigung. Sie brannte durch ein (wohl von Kindern ausgelöstes) Feuer aus und wurde 1951/52 abgerissen.

## Kirchengemeinde
Eine Kirchengemeinde der Litauer entstand in Tilsit schon in der Zeit Herzog Albrechts, der sich sehr für die litauische Volksgruppe einsetzte. Sie wurde am 29. Juli 1686 von der Deutschen Kirche „separiert“. Beide Kirchen bestanden nebeneinander und gehörten vor 1945 zur Diözese Tilsit im Kirchenkreis Tilsit-Ragnit innerhalb der Kirchenprovinz Ostpreußen der Kirche der Altpreußischen Union. Zählte die Deutsche Kirche im Jahr 1925 insgesamt 45.000 Gemeindeglieder (Stadtgebiet und Stadtrand), so waren es bei der Litauischen Kirche im selben Jahr 8.800 Gemeindeglieder (Stadtgebiet und Umland beiderseits der Memel). An der Litauischen Kirche taten zwei Pfarrer ihren Dienst.
Durch die Flucht und Vertreibung Deutscher aus Mittel- und Osteuropa 1945–1950 und die restriktive Kirchenpolitik der Sowjetunion brach das kirchliche Leben in Sowetsk ein. Heute liegt die Stadt im Einzugsgebiet einer in den 1990er Jahren neu entstandenen evangelisch-lutherischen Gemeinde in Slawsk (Heinrichswalde), die der Propstei Kaliningrad (Königsberg) der Evangelisch-lutherischen Kirche Europäisches Russland zugehört.

### Kirchspielorte (Tilsit-Land)
Zur Litauischen Kirche, auch Landkirche genannt, gehörten neben Gemeindegliedern der Stadt Tilsit auch die Kirchenglieder in den umliegenden Orten, Ortschaften und Wohnplätzen:
| Ortsname            | Änderungsname 1938 bis 1946 | Heutiger Name | Heutiger Staat |  | Ortsname                 | Änderungsname 1938 bis 1946 | Heutiger Name | Heutiger Staat |
| ------------------- | --------------------------- | ------------- | -------------- |  | ------------------------ | --------------------------- | ------------- | -------------- |
| Bartukaiten         | Bartenhöh                   | Barsukowka    | Russland       |  | *Pamletten               |                             | Barsukowka    | Russland       |
| *Bendiglauken       | Bendigsfelde                |               | (Russland)     |  | Pellehnen                |                             | Peleniai      | Litauen        |
| Berneiten           | Riedenhof                   |               | (Russland)     |  | Pogegen                  |                             | Pagėgiai      | Litauen        |
| Budeningken         | Budingen                    | Budjonowskoje | Russland       |  | *Prussellen              |                             | Prūseliai     | Litauen        |
| Campen              |                             | Kampinė       | Litauen        |  | Raukothienen             | Rauken                      |               | (Russland)     |
| *Dwischaken         | Teichort                    |               | (Russland)     |  | Schakeningken            |                             | Šakininkai    | Litauen        |
| *Eromeiten          | Ehrenfelde                  | Slatoustje    | Russland       |  | Schilleningken           | Hegehof                     | Salessje      | Russland       |
| *Groß Plauschwarren |                             | Plaušvariai   | Litauen        |  | *Schillgallen-Heydebruch |                             |               | (Russland)     |
| Jaegenberg          |                             | Jėgininkai    | Litauen        |  | *Splitter                |                             |               | (Russland)     |
| Kackscheiten        | Kaschen                     | Kosyrjewo     | Russland       |  | *Stolbeck                |                             |               | (Russland)     |
| *Kallwen            |                             |               | (Russland)     |  | Suitkaten                |                             | Sutkaičiai    | Litauen        |
| *Kaltecken          |                             | Jelnja        | Russland       |  | Trakeningken             | Hochau (Ostpr.)             |               | (Russland)     |
| *Karteningken       | Kartingen                   | Kulikowo      | Russland       |  | Uszpelken                |                             | Užpelkiai     | Litauen        |
| Klein Plauschwarren |                             | Plaušvarėliai | Litauen        |  | *Uszpirden               |                             | Ušpirdžiai    | Litauen        |
| *Lasdehnen          |                             | Lazdėnai      | Litauen        |  | *(Alt) Weynoten          | Weinoten                    | Oktjabrskoje  | Russland       |
| Milchbude           |                             | Jovarynė      | Litauen        |  | Winge                    |                             | Vingis        | Litauen        |
| *Nausseden          |                             | Nausėdai      | Litauen        |  | Wittschen                |                             | Vyčiai        | Litauen        |

### Pfarrer
An der Litauischen Kirche in Tilsit amtierten von der Reformation bis zum Jahre 1945 insgesamt 35 evangelische Geistliche und waren damit die Pfarrer des Kirchspiels Tilsit-Land:
- Johann Carbo, 1553–1576
- Zacharias Blothno d. Ä., 1576–1602
- Ambrosius Hartwich, 1602–1614
- Zacharias Blothno d. J., 1614–1629
- Georg Prätorius, 1629–1637
- Daniel Klein, 1637–1666
- Michael Engel d. Ä., 1666–1687
- Michael Engel d. J., 1677–1707
- G. Erhard Rosochatius, 1706–1709
- Johann Schultz, 1710
- Reinhard Rosenberg, 1710–1726
- Hiob Naunien, 1726–1730
- Johann Christian Schwartz, 1730–1758
- Reinhold Ortlieb, 1758–1766
- Wilhelm Regge, 1767–1790
- Johann Jakob Preuß, 1784–1800
- Christoph Frölich, 1800–1807
- Gottfried Samuel Morgen, 1807–1820
- Friedrich Gottl. Hassenstein, 1820–1830
- Johann Erhard Atzpodien, 1831–1846
- Carl Wilhelm Otto Glogau, 1846–1875
- Adolf Küsel, 1865–1891
- Waldemar Hoffheinz, 1876–1890[9]
- Otto Stein, 1891–1924
- Siegfried Dembowski, 1891–1895
- Hugo August Waldemar Reidys, 1895
- Johannes Kurt (Hans) Kalanke, 1896–1897[10]
- Hans Otto Max Brunau, 1897
- Paul Barth, 1897–1905
- Hans Bartschat, 1905–1915
- Johannes Todtenhaupt, 1915–1937
- Franz Adomat, 1925–1945
- Heinz Zimmer, 1936
- Ernst Knopf, 1936–1937
- Kurt Melzer, 1937–1945

### Kirchenbücher
Von den Kirchenbüchern der Litauischen Kirche haben sich erhalten und werden im Evangelischen Zentralarchiv in Berlin-Kreuzberg aufbewahrt:
- Taufen: 1723–1818 und 1828–1866
- Trauungen: 1791–1883
- Begräbnisse: 1766–1876
- Kommunikanten: 1673–1683 und 1732–1740.